# Sur la Question juive
Cet article possède un paronyme, voir Réflexions sur la question juive.
Pour les articles homonymes, voir La Question juive.
Sur la Question juive est un article de Karl Marx écrit en 1843 et publié en 1844 à Paris sous le titre allemand Zur Judenfrage dans la revue Deutsch-Französische Jahrbücher (de). Il s'agit d'une des premières tentatives de Marx pour examiner ce qui sera décrit plus tard comme le matérialisme historique dans la théorie marxiste.

## L'ouvrage
Il s'agit d'une critique du livre  La Question juive et de l'article L'aptitude des juifs et chrétiens d'aujourd'hui à être libres du jeune hégélien Bruno Bauer traitant des velléités d'émancipation politique des juifs de Prusse, dans le sillage de la Haskala et la modernité politique européenne. Bauer soutient que les Juifs ne sauront s'émanciper que s'ils abandonnent leur identité religieuse. L'émancipation politique étant fruit d'un sécularisme, il ne doit y avoir aucun « espace » pour l'expression d'identités sociales telles que la religion. D'après Bauer, de telles contraintes religieuses sont incompatibles avec les droits de l'homme. L'émancipation politique, selon Bauer, requiert l'abolition pure et simple de la religion.
Marx se sert de Bauer pour avancer sa propre analyse des droits libéraux. Il pointe les États-Unis, où la religion est omniprésente en dépit de l'absence de confession d'État, contrairement à la Prusse. Bauer fait donc selon Marx une erreur en croyant que le fait religieux disparaîtra totalement de la vie sociale d'un État séculier. Marx conclut que si les individus peuvent être « spirituellement » et « politiquement » libres dans le cadre d'un État séculier, ils peuvent rester prisonniers de contraintes matérielles découlant des inégalités économiques, ce qui formera d'ailleurs plus tard la base de son analyse du capitalisme.

## Interprétations
Le texte de Marx a été largement interprété et parfois utilisé à charge contre Marx. Certains passages du livre s’avèrent particulièrement polémiques:

« Quel est le fond profane du judaïsme ? Le besoin pratique, l’utilité personnelle. Quel est le culte profane du Juif ? Le trafic. Quel est son Dieu profane ? L’argent. Eh bien, en s’émancipant du trafic et de l’argent, par conséquent du judaïsme réel et pratique, l’époque actuelle s’émanciperait elle-même. »

— Karl Marx

### La thèse de l'antisémitisme
Pour le philosophe libéral Jean-François Revel, Marx a écrit un pamphlet antijudaïque qui devait peser lourdement sur les théories des mouvements révolutionnaires face aux Juifs.
Dans une approche anti-totalitaire semblable à celle de J.F Revel, l'ex-communiste et professeur agrégé de philosophie André Senik dans Marx, les Juifs et les droits de l'homme. À l'origine de la catastrophe communiste considère que c'est dans son coup d’essai sur la question juive que Marx a construit sa conception totalitaire de « l’émancipation humaine »,  à partir de sa répulsion pour l’image du Juif et du marchandage, et du déni de sa propre judéité.
Selon l'écrivain juif britannique Hyam Maccoby (université de Leeds) et l'historien Bernard Lewis (université de Princeton), les propos de Marx ne seraient pas simplement antireligieux mais antisémites,. Selon eux, l'antisémitisme de Marx aurait même inspiré les membres du Parti national-socialiste ainsi que les Soviétiques,.
Dans l'introduction à sa traduction de la Critique de l'État hégélien de Karl Marx, le philosophe Kostas Papaioannou écrit :
« Lorsque Marx écrivait ces lignes, il n'était pas encore "marxiste". L'idée qu'il se faisait de l'économie capitaliste était un curieux mélange de fantasmes antisémites et de cris d'indignation contre "l’égoïsme" – signe suprême de la déchéance de l'homme "générique" postulé par Feuerbach ».
Cette thèse de l'antisémitisme ne fait cependant pas l'unanimité. L'écrivain et professeur de littérature comparée Lionel Richard (université de Picardie), cite dans le journal Le Monde Diplomatique quelques auteurs qui se sont livrés à cette interprétation : « De L’Histoire de l’antisémitisme de Léon Poliakov, en 1951, au Marx de Jean Elleinstein, en 1981, et à la Géographie de l’espoir de Pierre Birnbaum, en 2004, ces réflexions firent que l’auteur du Capital fut désigné comme « antisémite ». Ce petit-fils de rabbin, fils d’un converti au protestantisme et lui-même baptisé protestant par son père en 1824, se serait empêtré dans la « haine de soi ». Le philosophe français, de confession juive Robert Misrahi, dans un Marx et la question juive, en 1972, avait été jusqu’à l’accuser d’avoir écrit « un des ouvrages les plus antisémites du XIXe siècle », où serait même lancé, suggérait-il, un « appel au génocide » ».
Richard note également : « Avec érudition et brillamment, Jacques Aron met au jour les erreurs de perspective et de jugement, les anachronismes et les contresens qui commandent l’interprétation de Misrahi. Attribuer au jeune Marx un antisémitisme de fond relève, montre-t-il, d’un détournement de pensée. Faudrait-il accepter cette falsification parmi les idées maintenant universellement admises ? L’historien Robert Mandrou soulignait déjà en 1968 que les textes de Marx contre Bauer, trop souvent cités malhonnêtement « par les contempteurs du marxisme qui s’apitoient sur le juif antisémite », valaient d’être lus « avec attention et probité » ».
Pour sa part, l'historien italien Enzo Traverso (université de Picardie) pense qu'il s'agit plutôt d’un plaidoyer pour une « émancipation humaine universelle » dépassant inévitablement les frontières du judaïsme. Marx perçoit le judaïsme comme une forme d’obscurantisme religieux et comme une métaphore du capitalisme moderne.
Il est aussi important de signaler la contribution de Maximilien Rubel (par ex. dans Karl Marx, Œuvres 3, Philosophie, Gallimard, coll. « Bibliothèque de la Pléiade », introduction et notes, réédité en poche sous une forme modifiée dans Karl Marx, Philosophie, coll. « Folio essais ») ; ce dernier s’essaye à montrer que le texte de Marx est fondamentalement prosémite.

### La thèse du complot juif
Dans Max Stirner, Diederick Dettmeijer s'interroge sur la conception qu'a Marx du judaïsme et pose la question : « comment peut-on définir l'essence du judaïsme en usant de qualifications qui peuvent sans autre être appliquées à la société bourgeoise tout entière, où le nombre de Juifs dépasse à peine un centième de la population ? ». Pour Dettmeijer, Marx prévoit cette question et « met en avant une théorie encore plus primaire : la théorie fameuse de la « conspiration » : la société bourgeoise, dite chrétienne, est en vérité « enjuivée ». »